# 원신
원신(중국어: 原神, 일본어: 原神, 영어: Genshin Impact 겐신 임팩트[*])은 2020년 출시한 오픈월드 어드벤처 비디오 게임이다. 중화인민공화국의 비디오 게임 개발사 미호요가 제작하였다. 미호요가 제작한 붕괴3rd의 후속작품으로, 두 번째 IP게임이다.
원신은 2020년 9월 마이크로소프트 윈도우, 플레이스테이션 4, 안드로이드, iOS용으로 출시되었다. 2021년 4월에는 플레이스테이션 5에서 출시되었으며 차후 닌텐도 스위치에서도 출시될 예정이다.

## 게임 설정
원신은 '티바트'이라는 지역에서 일부 사람들은 강한 염원을 가지게 되면 받는 '신의 눈'으로 원소의 힘을 다루게 된 사람들을 가리키는 말이다.  플레이어는 티바트의 여행자가 되어 여러 나라를 자유롭게 여행하고 다양한 동료들을 만나 잃어버린 형제를 찾아 떠나는 모험을 펼친다.

## 게임 플레이

플레이어는 도구를 사용하여 오픈 월드 맵을 자유롭게 탐색할 수 있다. 여기에서 남자 여행자 아이테르는 활공하는 모습이 보이지만 플레이어는 탐험과 전투 중에 오른쪽에 표시된 다른 캐릭터로 전환할 수 있다.

원신은 플레이어가 파티에서 교체 가능한 네 명의 캐릭터 중 하나를 고를 수 있는 오픈 월드 액션 롤플레잉 게임이다. 전투 중에 빠르게 캐릭터 전환이 가능하여 플레이어는 여러 가지 다양한 기술과 공격 조합을 사용할 수 있다. 캐릭터의 레벨을 올리고, 캐릭터가 착용하는 성유물과 무기를 향상시키는 등 다양한 방법으로 캐릭터의 강점을 강화할 수 있다. 탐험 외에도 플레이어는 보상을 위해 다양한 도전을 할 수 있다. 티바트 전역에 흩어져 있는 보스들과 도전들은 가치 있는 자원들을 보상하지만, 레진을 사용한다고 하며 시간이 지남에 따라 서서히 회복된다. 이러한 도전을 완료하면 플레이어는 모험 등급을 높일 수 있으며, 이는 새로운 퀘스트, 도전, 월드 레벨을 상승시킬 수 있다. 월드 레벨은 세계 내의 적들이 얼마나 강한지, 적을 물리칠 때 주어지는 보상의 희귀성을 나타내는 척도이다.
플레이어는 스테미나에 의해 제한되는 달리기, 등반, 수영, 글라이딩과 같은 행동을 할 수 있다. 일부 캐릭터는 물을 얼려 플레이어가 지형을 횡단하는 데 도움이 되는 얼음 경로를 만드는 등 환경을 바꿀 수 있는 능력을 가지고 있다. 식량과 광석 같은 아이템은 오픈 월드에서 획득할 수 있으며, 적과 보물상자는 캐릭터의 힘을 강화하는 데 사용할 수 있는 다른 종류의 자원을 떨어뜨린다. 플레이어는 동물을 사냥하거나 과일과 채소를 수집하거나 상점에서 구입하여 음식을 얻을 수 있다. 캐릭터의 체력을 회복시키거나 다양한 능력치를 올려주는 음식으로 요리할 수 있는 재료이다. 플레이어는 정제할 수 있는 광석을 획득하여 무기를 만들거나 힘을 강화시킬 수 있다.

## 게임 개발
붕괴3rd가 정식으로 출시된 후, 미호요는 회사의 개발능력을 올리고 플레이어들에게 더욱 고품질의 게임을 제공하기 위해 2017년 1월 말 유니티 기술을 사용하여 새로운 게임 제작을 시작하였다. 제작 팀은 원신 제작을 위해 젤다의 전설: 야생의 숨결, GTA시리즈 및 기타 게임들을 참고하여 기존의 붕괴3rd와 다른 임무 시스템, 랜덤 임무, 탐험 및 전투 시스템을 구축하였다. 게임엔 중국어 더빙 이외에 한국어 더빙, 다나카 리에 등 유명 성우가 참여한 일본어 더빙이 있다.

## 출시 전 정보
<원신>의 정식 발표전, 미호요는 2018년 <원신PROJECT>라는 게임 웹툰을 'Crunchyroll'에서 연재하였다. 그리고 2019년 1월 미호요는 중국의 방송국인 동방위성의 인터뷰에서 <원신>의 정보를 노출하였다.
2019년 E3 국제 게임 전시회에서 게임을 정식으로 발표하였다.
2019년 8월 미호요는 Nexon에서 <원신>이 2020년도에 플레이스테이션 4 플랫폼에 등록 될 것이라 발표하였다. 그리고 9월 도쿄 게임쇼 일본버전 게임 광고영상을 공개하였다.
2019년 11월 14일 미호요는 부산 벡스코에서 개최되는 '지스타 2019'에서 신작 원신을 한국에 처음 공개하였다.
2020년 1월 14일 미호요는 닌텐도 스위치를 통해 선보일 예정이라고 발표하였다.
2020년 3월 19일 미호요는 iOS, Android, PC플랫폼으로 CBT테스트를 진행하였다.
2020년 5월 15일 미호요 홈페이지를 통해 파이널 비공개 테스트 모집을 시작하였다. 이번 테스트 추가 내용: 새로운 플랫폼 추가 (플레이스테이션 4), 일본어 더빙 추가.
2020년 7월 22일 공식 카페를 통해 10월 전 출시 예정 공지를 공개하였다.
2020년 7월 27일 파이널 비공개 테스트가 종료되었다.

## 논란

### 젤다의 전설 브레스 오브 더 와일드표절 논란
공식으로 발표된지 얼마되지 않아, 인터넷 여론에서는 원신이 2017년에 출시된 젤다의 전설 브레스 오브 더 와일드의 게임 인터페이스를 포함한 모션, 몬스터 설계, 음악 등을 가져와 사용하였다고 하여 논란이 일기도 하였다. 2019년 8월, 원신은 ChinaJoy 플레이스테이션 부스에서 젤다의 전설 브레스 오브 더 와일드 표절 이슈에 관련하여 불만을 품은 게이머들이 몰려와서 불만을 표출하고, 심지어 한 게이머는 자신의 플레이스테이션 4를 가져와 부수는 이슈가 있었다.

### PC 백도어 논란
해당 게임의 PC 로컬 파일 모음에 'mhyprot2.sys' 프로그램이 개인정보를 수집하기 위한 백도어가 아니냐는 의혹이 제기되었다. 이는 지난 5월 커널 드라이버로서 PC 자원을 강제하여 비판을 받은 발로란트의 안티치트 프로그램인 뱅가드와 유사한 논란이다. 이에 미호요는 게임 오픈 당일 해명문을 올렸다. 공지사항 모바일 기기 접근 권한 요청에 대한 설명
'mhyprot2.sys'는 악성 유저가 게임을 해킹하지 못하도록 막는 프로그램으로 시스템 정보를 읽기만 할 뿐 어떠한 데이터도 처리와 저장 및 업로드하지 않고, 'mhyprot2.sys'가 게임 종료 후에도 계속 실행된 이유는 게임을 실행하지 않은 것처럼 가장하는 불법 치팅 프로그램을 잡아내기 위해서라고 밝혔다. 유저들의 비판을 받아들여 'mhyprot2.sys'가 게임 종료 혹은 삭제 후에도 켜져 있는 기능을 삭제하겠으며, 대신에 게임 플레이 중의 불법 프로그램 단속 기능을 강화하겠다고 밝혔다.

### 1주년 기념 행사 논란
게임의 1주년 축하 관련 이벤트의 보상이 고작 뒤얽힌 인연 10개뿐이라 불만은 품은 유저들이 많았다. 구글플레이에서 대규모 평점 테러가 가해졌으며, 평점은 4.5에서 1.9까지 내려갔었다. 이 문제는 전세계적으로 논란이 되어 포브스에서 기사가 실리기도 하였다.

## 사건사고
일본에서 여고생 둘이 동반자살하는 일이 발생, 자살 장면을 트위터에서 생중계를 하여 논란이 발생하였다.
해당 사건의 경우 게임 자체가 원인인 사건이라고 보기는 힘들며, 원신의 캐릭터를 주로 연기하는 넷이즈 소속의 남성 코스플레이어의 성범죄와 엮여 있는 사건이다. 해당 코스플레이어는 2021년 4월에 미호요 측에서 모집한 콘텐츠 크리에이터들 중 일부 우수한 크리에이터들만 별도로 선출하는 공식 크리에이터로, 미호요가 직접 선출하고 계약을 맺은 크리에이터였다.
2023년 7월 22일 원신 오프라인 축제(올림픽체조경기장)에서 테러시도가 발생하여 경찰특공대, 소방서가 출동했다. 조사 결과, 폭발물은 없는 것으로 확인되었고 용의자를 추적하고 있다.

## 평가

### 수상
애플은 원신이 2020년 앱스토어 최고의 게임 및 2021년 애플 디자인 어워드 비주얼 및 그래픽 부문에서 올해의 아이폰 게임상을 수상하였다. 또한 이 게임은 구글 플레이의 2020년 최고의 게임을 수상했으며 2020년 최고의 게임 어워드에서 올해를 빛낸 게임 후보에 올랐다. 탭탭 게임 어워드 2020에서 이 게임은 올해의 게임을 수상하였다. 이 게임은 더 게임 어워드 2020에서 최고의 RPG 및 최고의 모바일 게임 후보로, 골든 조이스틱 어워드에서 올해의 얼티밋 게임 부문에 후보로 지명되었다. 더 게임 어워드 2021에서는 베스트 모바일 게임상을 수상하였다.